# Kuvungen
Kuvungen är en kulle i Antarktis. Den ligger i Östantarktis. Norge gör anspråk på området. Toppen på Kuvungen är 2 385 meter över havet.
Terrängen runt Kuvungen är varierad. Trakten är obefolkad. Det finns inga samhällen i närheten.